# New Chapel Hill
New Chapel Hill es una ciudad ubicada en el condado de Smith en el estado estadounidense de Texas. En el Censo de 2010 tenía una población de 594 habitantes y una densidad poblacional de 84,01 personas por km².

## Geografía
New Chapel Hill se encuentra ubicada en las coordenadas 32°17′57″N 95°10′7″O / 32.29917, -95.16861. Según la Oficina del Censo de los Estados Unidos, New Chapel Hill tiene una superficie total de 7.07 km², de la cual 7 km² corresponden a tierra firme y (0.95%) 0.07 km² es agua.

## Demografía
Según el censo de 2010, había 594 personas residiendo en New Chapel Hill. La densidad de población era de 84,01 hab./km². De los 594 habitantes, New Chapel Hill estaba compuesto por el 92.26% blancos, el 2.02% eran afroamericanos, el 0% eran amerindios, el 0.51% eran asiáticos, el 0% eran isleños del Pacífico, el 4.04% eran de otras razas y el 1.18% pertenecían a dos o más razas. Del total de la población el 8.75% eran hispanos o latinos de cualquier raza.